# Ты горишь как огонь
«Ты горишь как огонь» — песня российского музыкального продюсера и видеоблогера Slava Marlow, выпущенная 19 февраля 2021 года в качестве сингла на лейбле Zhara Distribution.

## Описание
Главной темой композиции Slava Marlow выбрал рассказ о чувствах к своей возлюбленной и трудности в отношениях. По словам продюсера, релиз композиции приурочен ко Дню огня.

## История
7 декабря 2020 года Slava Marlow опубликовал Instagram-сторис, в которой показал отрывок трека. После его публикации пользователи социальной сети TikTok начали снимать клипы под этот сниппет. Ещё до официального релиза трека под его отрывок было снято около 645 тысяч клипов.
По данным сайта Srsly.ru, Slava Marlow заявил о том, что снял «самый дорогой ролик в жизни», и позднее опубликовал Instagram-сторис, где танцует на фоне огня.
Релиз лирического видео на песню состоялся 19 февраля 2021 года на официальном YouTube-канале Slava Marlow, в день выхода сингла. 8 марта того же года вышел официальный видеоряд на сингл, в котором снялась блогерша Карина «Karrrambaby».

## Отзывы
Редакция хип-хоп-портала The Flow отметила, что «Ты горишь как огонь» «буквально сконструирована, чтобы влетать на первое место чарта». Журналист веб-сайта Rap.ru также заметил способность «покорить чарты» и то, что «узнаваемое» звучание, текст о любви и припев со строчками: «Ты горишь, как огонь. У меня агония <…> Это любовь или это паранойя» «играют музыканту на руку». Ульяна Пирогова из ТНТ Music назвала «Ты горишь как огонь» «мощной новинкой», наполненной «трескучих битов» и «цепких хуков» и заявила, что композиция «звучит как сиквел „Снова я напиваюсь“».

## Рейтинги
| Год  | Издатель | Рейтинг                   | Позиция | Прим.  |
| ---- | -------- | ------------------------- | ------- | ------ |
| 2021 | YouTube  | Топ-10: Музыкальные видео | 6       | [ 9 ]  |
| 2021 | The Flow | 50 лучших песен 2021      | 5       | [ 10 ] |

## Чарты
| Чарт (2021)               | Высшая позиция |
| ------------------------- | -------------- |
| Мир (Genius)              | 10             |
| Россия (iTunes)           | 2              |
| Беларусь (iTunes)         | 3              |
| Украина (YouTube)         | 25             |
| Россия (YouTube)          | 47             |
| Эстония (YouTube)         | 93             |
| Россия (Apple Music)      | 1              |
| Украина (Apple Music)     | 1              |
| Эстония (Apple Music)     | 1              |
| Латвия (Apple Music)      | 1              |
| Литва (Apple Music)       | 2              |
| Молдова (Apple Music)     | 2              |
| Азербайджан (Apple Music) | 8              |
| Казахстан (Apple Music)   | 10             |
| Бельгия (Apple Music)     | 14             |
| Узбекистан (Apple Music)  | 24             |
| Армения (Apple Music)     | 35             |
| Польша (Apple Music)      | 45             |
| Кипр (Apple Music)        | 85             |
| Кыргызстан (Apple Music)  | 95             |
| Таджикистан (Apple Music) | 177            |
| Финляндия (Apple Music)   | 426            |